# Jimmy Hanlon
John James Hanlon (12 tháng 10 năm 1917 – 12 tháng 1 năm 2002) là một cầu thủ bóng đá người Anh từng thi đấu ở vị trí tiền đạo. Ông được ký hợp đồng tập luyện cho Manchester United năm 1934 và thi đấu chuyên nghiệp một năm sau đó. Năm 1948, ông được chuyển đến Bury. Trong 63 trận cho Manchester United, ông ghi được 20 bàn thắng.